# Marta Almirall i Elizalde
Marta Almirall i Elizalde (Barcelona, 23 de març de 1957) és una ballarina i coreògrafa catalana.
L'any 1983 fundà la companyia Roseland Musical, de la qual és la seva directora, amb la finalitat de fer arribar al públic infantil muntatges teatrals de dansa amb la mateixa qualitat que els muntatges destinats al públic adult. Al llarg de la seva carrera ha participat en molts projectes coreògrafics, destacant la seva participació com a coreògrafa en la pel·lícula "Tic-Tac" de Rosa Vergés, en el centenari del Futbol Club Barcelona i en diverses cerimònies dels Jocs Special Olímpics.
El 2007 ha estat guardonada amb el Premi Nacional de Dansa, concedit per la Generalitat de Catalunya, que, a través de la seva companyia Roseland Musical fundada fa més de 20 anys, s'ha dirigit vers el públic infantil i familiar, creant obres divertides i suggerents, amb el mateix rigor i qualitat que si fossin per a adults.

## Obra[2]
- Blau Marí (1987) de David Cirici
- Flit Flit (1990)
- Cara, Calla! (1993) de David Cirici
- La Casa per la Finestra (1997) de David Cirici
- Les mil i una nits (1999) de Manuel Veiga
- El país sense nom (2002) de Ricardo Alcántara
- Canal Roseland (2004)
- Catalonia Stars (2007)
- Les tres bessones i Leonardo da Vinci (2008)
- Pinocchio (2010)
- Viatge al centre de la terra (2005)
- Un dia (2017)